# Paraplatoides niger
Paraplatoides niger là một loài nhện trong họ Salticidae.
Loài này thuộc chi Paraplatoides. Paraplatoides niger được Marek Żabka miêu tả năm 1992.